# Hampton Glacier
Hampton Glacier är en glaciär i Antarktis. Den ligger i Västantarktis. Argentina, Chile och Storbritannien gör anspråk på området. Hampton Glacier ligger 503 meter över havet.
Terrängen runt Hampton Glacier är varierad.  Trakten är obefolkad. Det finns inga samhällen i närheten.